# Schängel

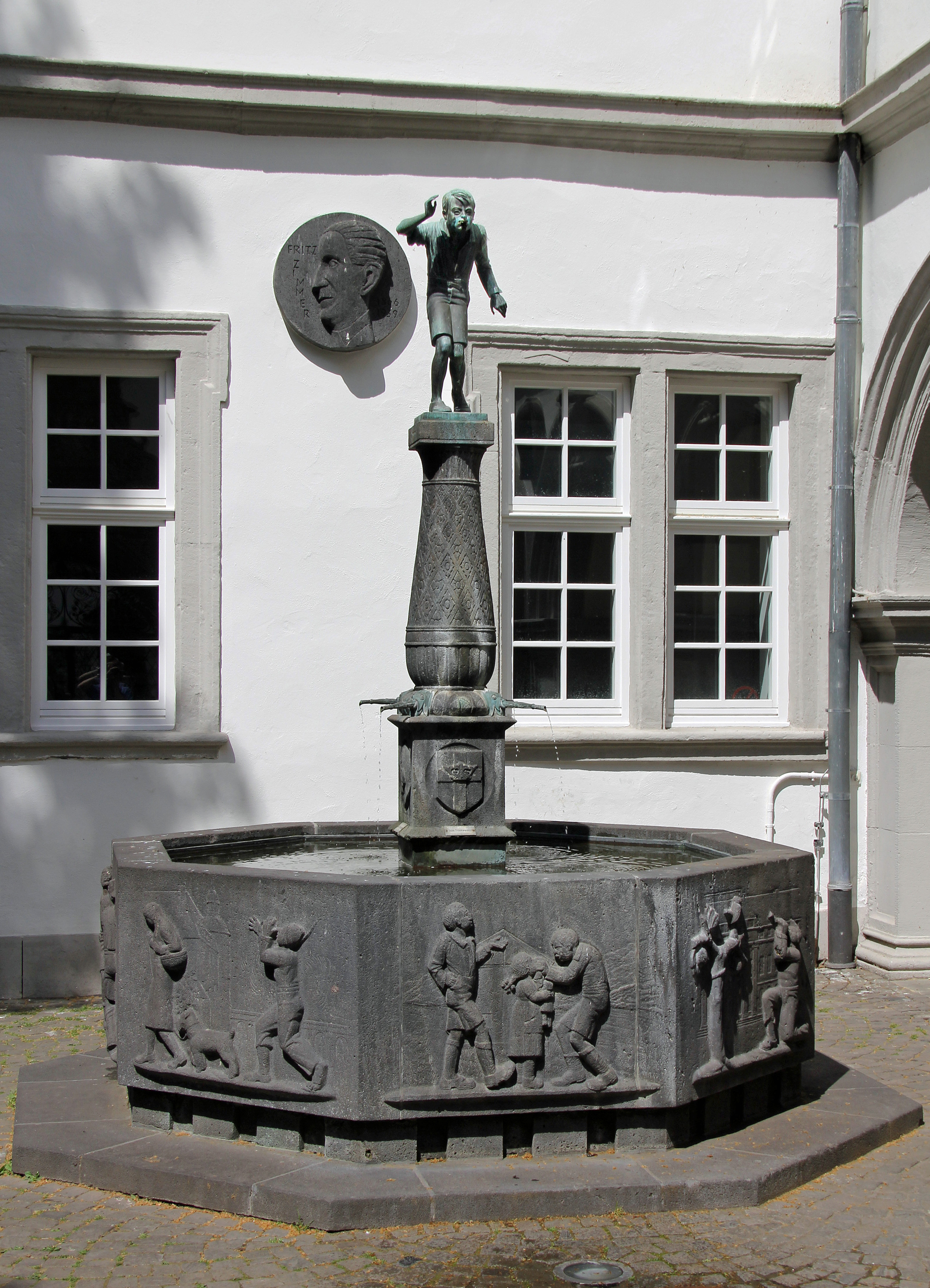
La fontaine du Schängel à Coblence.

Schängel (prononciation : [ ʃɛŋəl]) est un surnom désignant les personnes natives de Coblence, ville souvent appelée en allemand Schängel-Stadt (ville des Schängel).

## Origine du terme
Le mot Schängel est apparu dans les années 1794-1814, lorsque Coblence a appartenu à la France. Il désignait probablement à l'origine les enfants de Français nés d'une mère allemande. À l'époque, le prénom allemand le plus commun était Hans ou Johann, équivalent français de Jean. Les habitants de Coblence ayant des difficultés à prononcer Jean en français, le nom est devenu Schang ("ʃɑ̃ŋ") dans le dialecte régional. Avec le temps, il s'est transformé en Schängel, en réalité un diminutif de la même importance que Hänschen.
Initialement le terme était péjoratif, comme le mot bâtard désignant un enfant illégitime. Actuellement cependant, c'est devenu un terme avantageux, et toutes les personnes nées à Coblence peuvent prétendre à être un Schängel.
Il existe un diminutif au diminutif : Schängelche.

## Postérité

### La fontaine

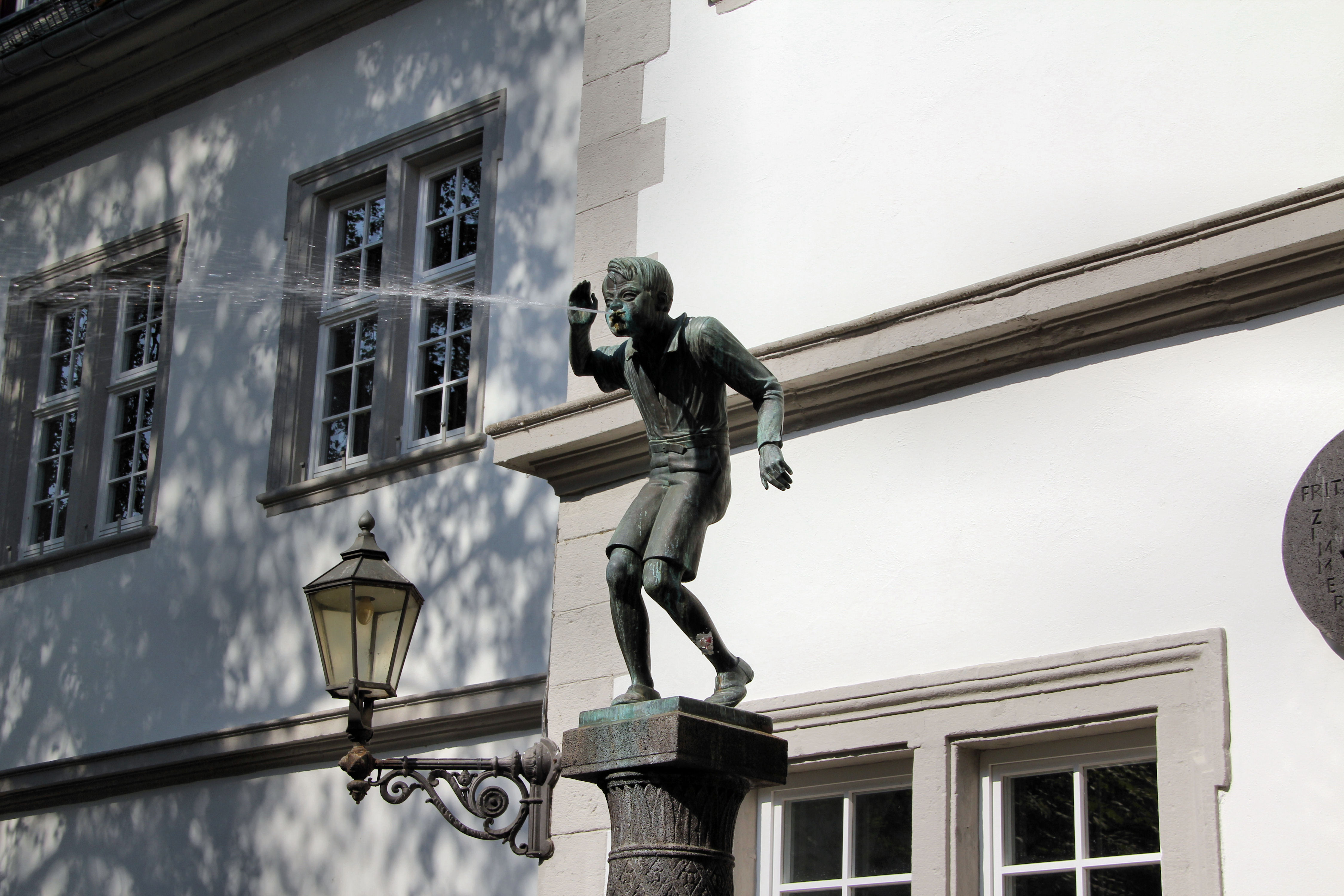
Le Schängel en action

Le 15 juin 1941 a été inaugurée à Coblence la fontaine du Schängel (en allemand : Schängelbrunnen). Conçue par Carl Burger (de) et dédiée au poète Joseph Cornelius (1849-1943) né à Coblence, elle se trouve dans la cour de l'hôtel de ville, entourée de bâtiments Renaissance et baroques. Le bassin, constitué de laves basaltiques de l'Eifel, présente des bas-reliefs mettant en scène les farces du petit Schängel. Il est surmonté de la statue en bronze d'un petit garçon qui, toutes les deux minutes environ, crache un jet d'eau à quelques mètres du réceptacle, surprenant les visiteurs.
La fontaine fait partie du patrimoine mondial de l'UNESCO dans la Vallée du Haut-Rhin moyen depuis 2002.

### La chanson
Joseph Cornelius appréciait les Schängelche, petits polissons de Coblence et leur a dédié, pour le carnaval 1914, un poème en dialecte de Coblence, Dat       Kowelenzer Schängelche. Le compositeur et éditeur de musique Carl Wilhelm Krahmer a écrit une mélodie sur ces paroles. Cette joyeuse chanson, connue sous le nom de Schängellied, est devenue un succès et l'hymne de Coblence.

### Autres utilisations du nom

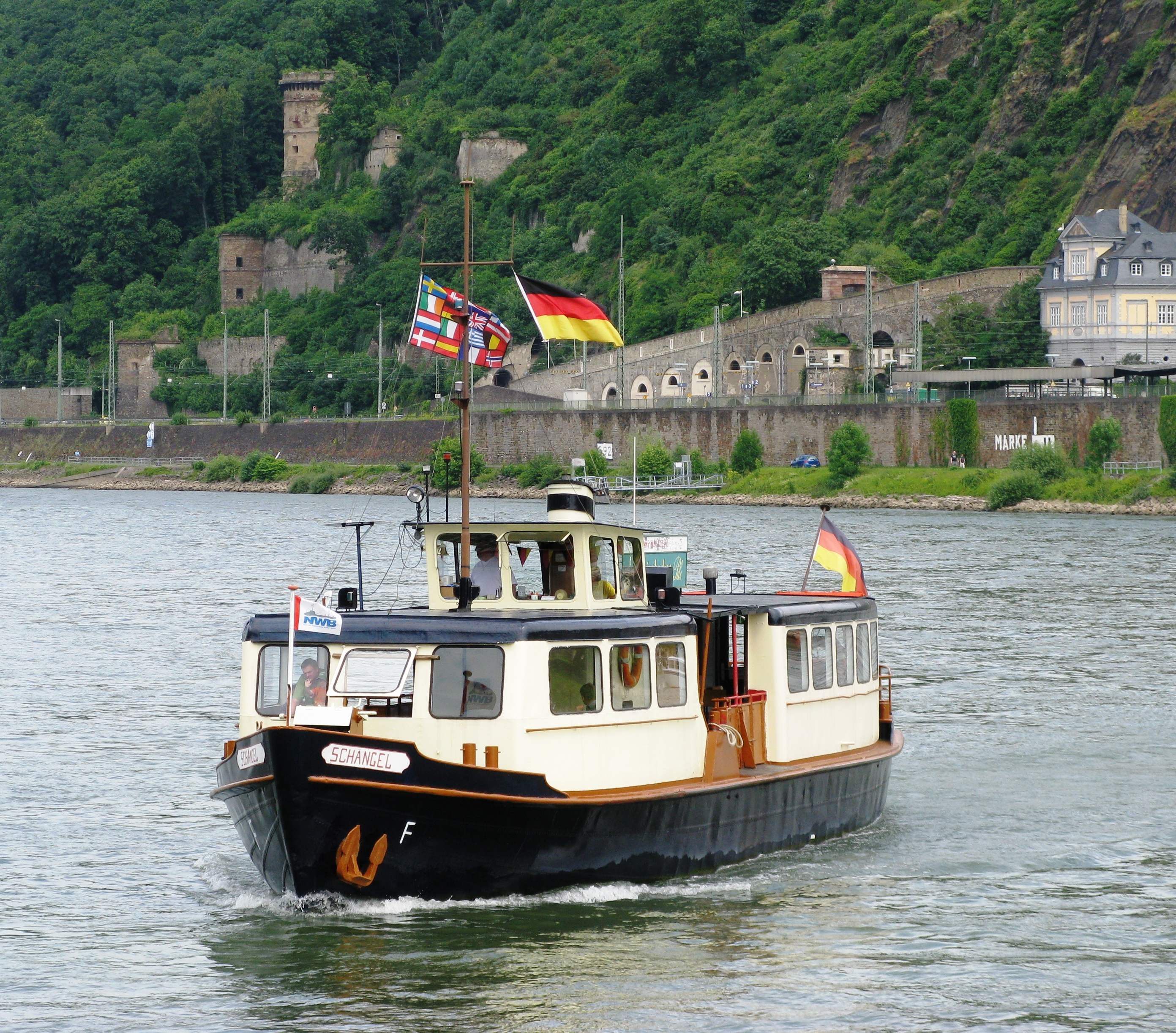
Le Schängel traversant le Rhin

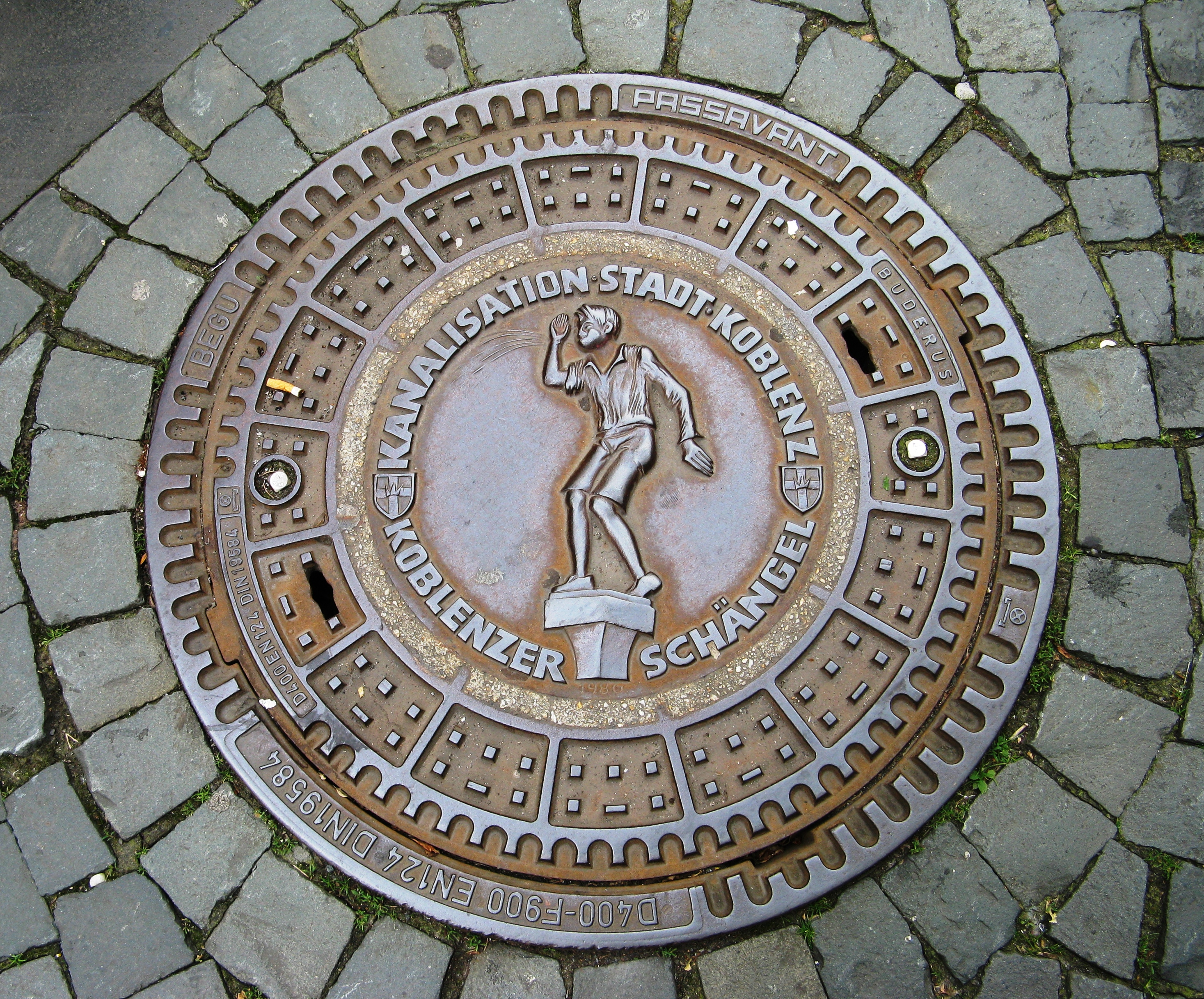
Plaque d'égout à l'effigie du Schängel

- Le Schängel est un bateau fluvial transportant des passagers qui navigue sur le Rhin et relie deux quartiers de Coblence situés sur les rives opposées.
- Le Koblenzer Schängel est un journal hebdomadaire de Coblence.
- Le Schängel-Center est un immeuble commercial dans le centre-ville de Coblence.
- Le Schängelmarkt est un festival populaire de Coblence.
- Certaines plaques d'égout de Coblence sont à l'effigie du Schängel.
- Plusieurs clubs sportifs de Coblence comportent le mot Schängel dans leurs noms.
- Schang et Schängel sont l'équivalent de « Jean » en francique lorrain[1]
- Le diminutif « Schängel/Schängele » est aussi en usage parmi les locuteurs de l'alsacien pour désigner les personnes prénommées « Jean ».

## Sources
- (de) Cet article est partiellement ou en totalité issu de l’article de Wikipédia en allemand intitulé « Schängel » (voir la liste des auteurs).

1. ↑  Jean-Louis Kieffer, Le platt lorrain de poche, Assimil, 2006  (ISBN 2700503740), p. 70